# Tumba de Ellis Wainwright
La tumba de Wainwright es un mausoleo ubicado en el cementerio de Bellefontaine de la ciudad de San Luis, la más importante del estado de Misuri (Estados Unidos). Construida originalmente para Charlotte Dickson Wainwright en 1892, la tumba también contiene los restos de su esposo, Ellis Wainwright. El mausoleo fue diseñado por el destacado arquitecto de la escuela de Chicago Louis Sullivan, quien también diseñó el Wainwright Building para Ellis Wainwright.

## Historia
Poco después de la construcción del edificio Wainwright en el centro de San Luis (que ahora es un Monumento Histórico Nacional) murió la "joven y hermosa" esposa de Ellis Wainwright, quien había fortuna con su cervecería. Wainwright encargó a Louis Sullivan que diseñara una tumba para él y su esposa, que se completó en 1892. En 1901, Wainwright huyó de los Estados Unidos después de ser acusado de soborno, pero luego regresó y murió en San Luis en 1924, luego fue sepultado con su esposa. Después de su muerte, se estableció una dotación que preveía la reconstrucción o renovación de la tumba en caso de terremoto o vandalismo. La tumba fue incluida en el Registro Nacional de Lugares Históricos el 15 de junio de 1970 y se convirtió en un Monumento de San Luis en 1971.

## Arquitectura y significado
La tumba es un edificio cúbico abovedado con paredes de hormigón cubiertas de piedra caliza en el exterior. En el lado noreste (frente) de la tumba está la entrada con una reja de bronce de dos hojas y puertas dobles. Cada uno de los lados de la tumba tiene ventanas, también cubiertas con rejas de bronce. Las paredes de piedra caliza están talladas con motivos florales que no se repiten. El interior de la tumba tiene dos losas funerarias y piso y techo de mosaico. La tumba de Wainwright tiene importancia como obra de Louis Sullivan, y ha sido descrita como "la más sensible y elegante de las tumbas de Sullivan" e incluso como "una de las obras maestras de Sullivan".